# Metz
Metz (IPA: mɛs, németül: mecc) város Franciaországban, Lotaringia régiójának és az itt található Moselle megyének a székhelye. A Mosel, a régió fő folyója mentén kialakult városok között ez a legjelentősebb, fontos iparvidék centrum, közlekedési csomópont, közigazgatási központ és egyetemi város. Franciaország kulturális és történelmi városa címet viseli.

## Története
Mint Franciaország északkeleti területének legtöbb városa, Metz is sok kézen ment keresztül, míg véglegesen az ország része lett. Gall település, majd a vidék legfontosabb római városa volt itt, az amfiteátrumot 25 000 nézőre méretezték. Római nevén, Dividorum városában már a 3. században felépült az első keresztény templom, létrejött az első püspökség. A várost sokszor vették ostrom alá barbár törzsek, a hunok kegyetlensége adta a városnak az első szentet: Livier-t, aki táborukban próbált híveket szerezni a kereszténységnek, elfogták és lefejezték. A legenda szerint Livier hóna alá vette levágott fejét, s egy közeli dombon elkészítette saját sírját, csak ezután halt meg.
Metz már Nagy Károly korszaka előtt frank királyi székhely volt, s bár ő a fővárost Aachenbe tette át, felesége hamvait az itt lévő apátság templomában helyezték el. A 12. században birodalmi szabad várossá nyilvánították, az fél-autonómiát élvező város köztársasággá kiáltotta ki magát, amely a 15. századig állt fenn. A feudális úr később a város püspöke lett, hasonlóan Verdunhöz és Toulhoz. Ezt a három püspökséget foglalta el Franciaországnak II. Henrik. Az 1552-es chambord-i szerződés mindhárom püspökséget a francia koronának juttatta. V. Károly német-római császár hatalmas serege 1552-ben, két hónapnyi ostrom után kénytelen volt elvonulni a város alól. Csak az 1870-es porosz–francia háborúban sikerült a németeknek visszafoglalniuk Metz városát, 173 000 francia katona kényszerült megadásra, a németek másfélezer ágyút, több mint negyedmillió puskát zsákmányoltak. A várost a Német Császársághoz csatolták, s csak az első világháború után került megint vissza a franciákhoz. A második világháborúban ismét német kézre került, 1944 őszén az amerikaiak két és fél hónapos ostrommal elfoglalták, és odaadták a szövetséges franciáknak.

## Híres szülöttei
- Jean-Victor Poncelet (1788–1867), matematikus
- Ambroise Thomas (1811–1896), zeneszerző
- Paul Verlaine (1844–1896), költő

## Látnivalók
- Cathédrale St-Étienne – a helyén már a 12. században állt két templom, a mai katedrális tulajdonképpen e két templom egyesítésével jött létre, s évszázadokon át alakítgatták, bővítgették. A mai kapubejárat a 20. század elején épült. A templomnak három hajója van, a főbejárata csak a középső hajóba vezet, az oldalhajóknak külön bejáratuk van. A jobb oldalinak, a Portail de la Vierge, a megsemmisült 13. századi kapuzat újjáépítése. A bal oldalon a Portail de Notre-Dame-la Ronde eredeti, a gótika meglehetősen primitív szobrai díszítik. A jobb oldali magas torony a Tour de Mutte, alapjai a 13., középső részei a 15. században készültek, s itt található a 11 tonnás hatalmas harang, a Dame Mutte. A főhajó csaknem 42 méter magas. A katedrális ablakainak együttes felülete meghaladja a 6000 m²-t.
- Hôtel de ville – a XVI. Lajos stílusában épült, klasszicista vonalú városháza Jacques-François Blondel munkája
- Musée de la Cour d’Or – a szépművészeti és történelmi múzeum a 17. századi karmelita kolostorban (église des Petits-Carmes) kapott helyet
- Ancien couvent des Récollets – 15. századi kolostor, ma az európai környezetvédelmi intézet székhelye
- Porte des Allemands – Német kapu, az egykori metz-i erődítések egyetlen, épségben maradt része
- Église St-Eucaire – a templom tornya az 1100-as évekből való
- Palais de Justice – az igazságügyi palota, 1776-ban épült Suffolk hercegének palotája, majd a kormányzói palota helyén. Belső udvarán két nagy dombormű jeleníti meg a város múltját
- Église St-Pierre-aux-Nonnains – az ország egyik legrégebbi temploma, romjaiban maradt meg. A helyén már a római birodalom idején volt épület, ezt Attila hunjai rombolták le. Épségben maradt falainak felhasználásával 610 körül alakították ki az első kápolnát, s mellette kolostor létesült. Az 1552-es ostrom idején azonban olyan súlyosan megrongálódott, hogy már egyiket sem építették újjá, s amikor Vauban kialakította a helyi várat, abba építették bele. A 20. században végzett ásatások tárták fel a római padlózatot, s helyreállították az egykori templomhajó egy részét
- Arsenal – modern épület, koncertterem, részben a régi vár fegyvertára falának beépítésével jött létre
- Chapelle des Templiers – a templomosok több mint hat évszázaddal ezelőtt emelt nyolcszögletű kápolnája
- Église St-Martin – az 1200-as években épült templom, de szentélye és kereszthajója régebbi
- Église St-Maximin – templom, amely nagyjából egyidős az előzővel
- Temple Neuf – 1901–1904 között épült templom

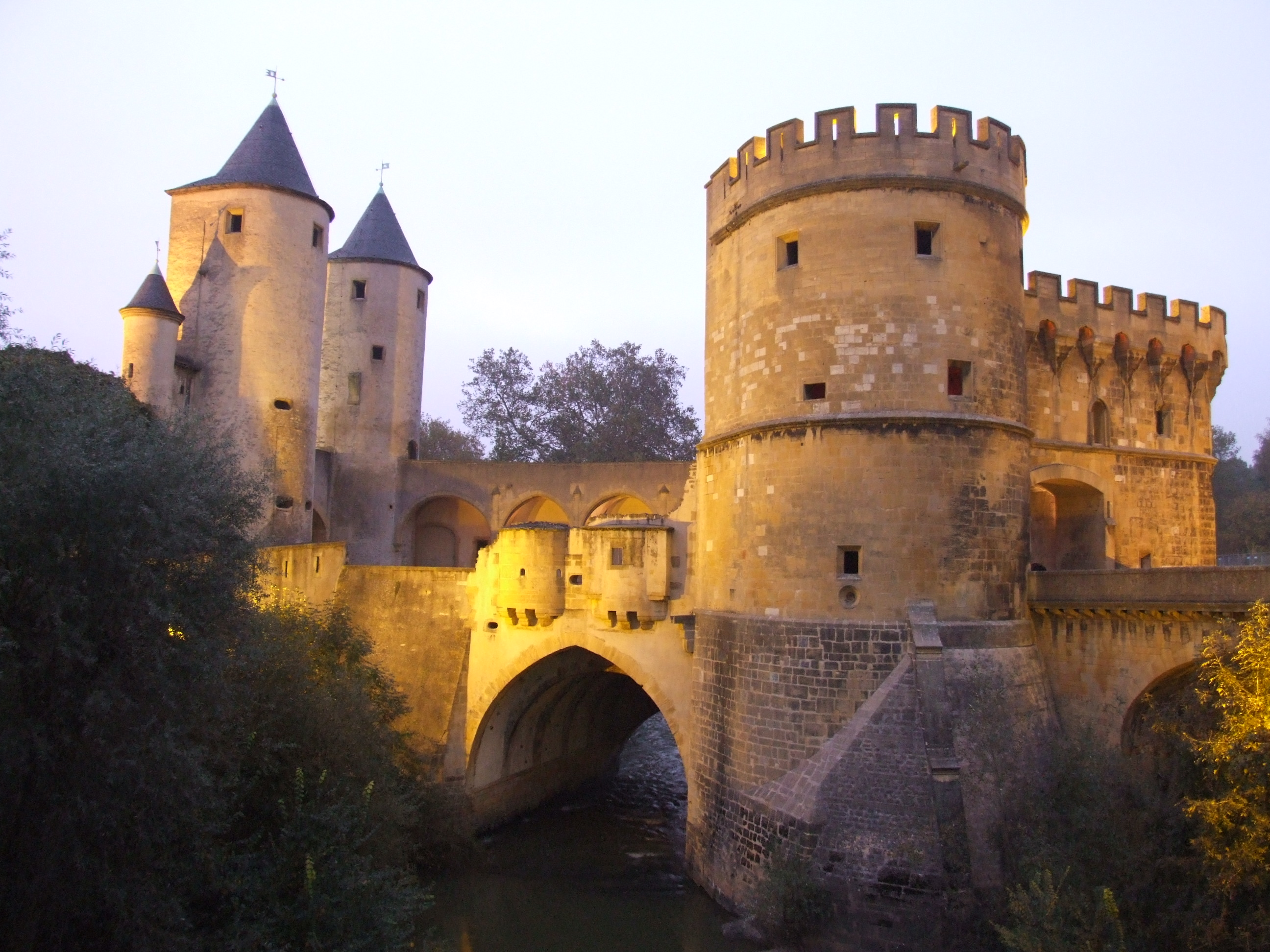
A Német kapu
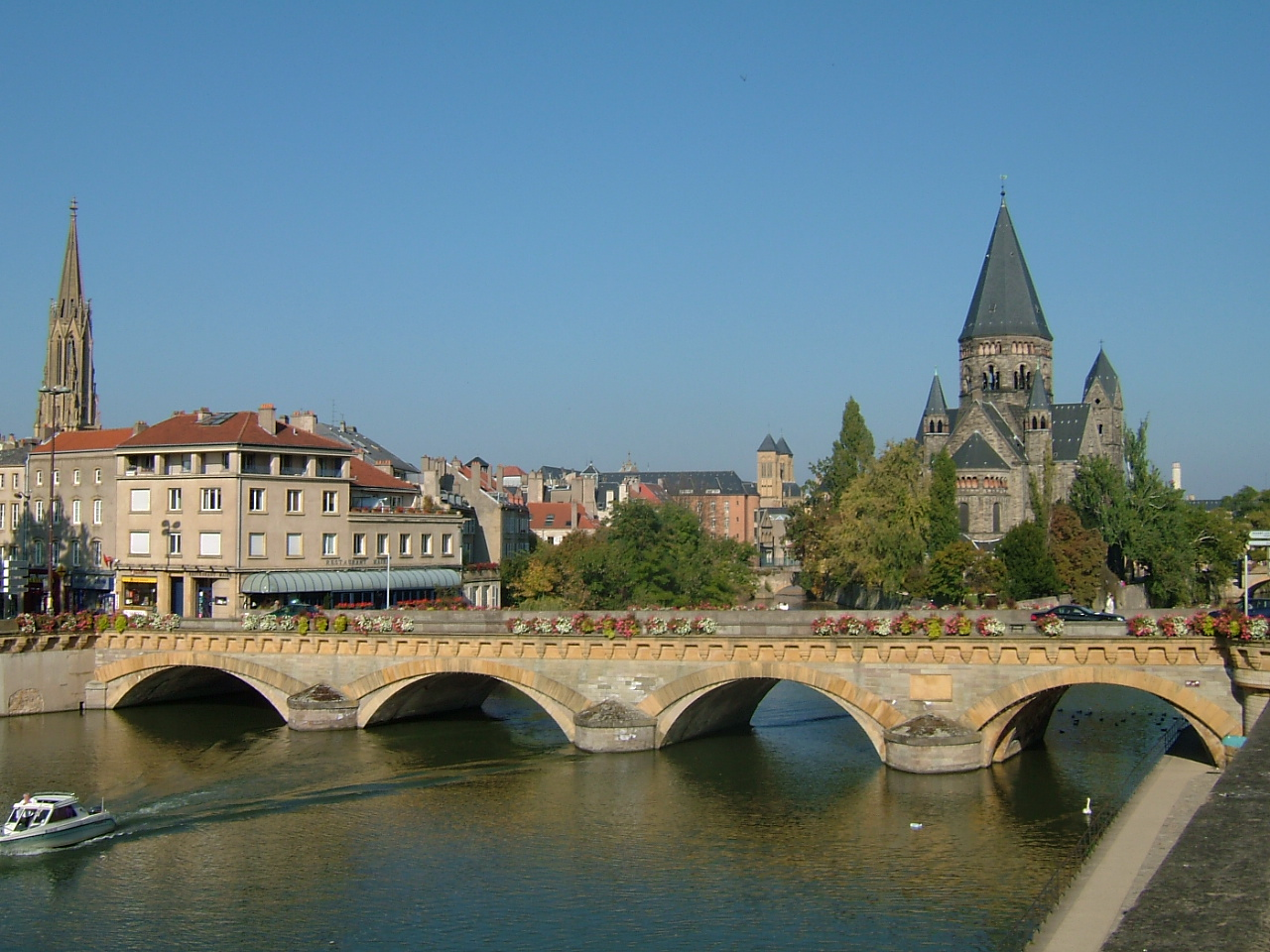
Az óváros a Mosel folyóval
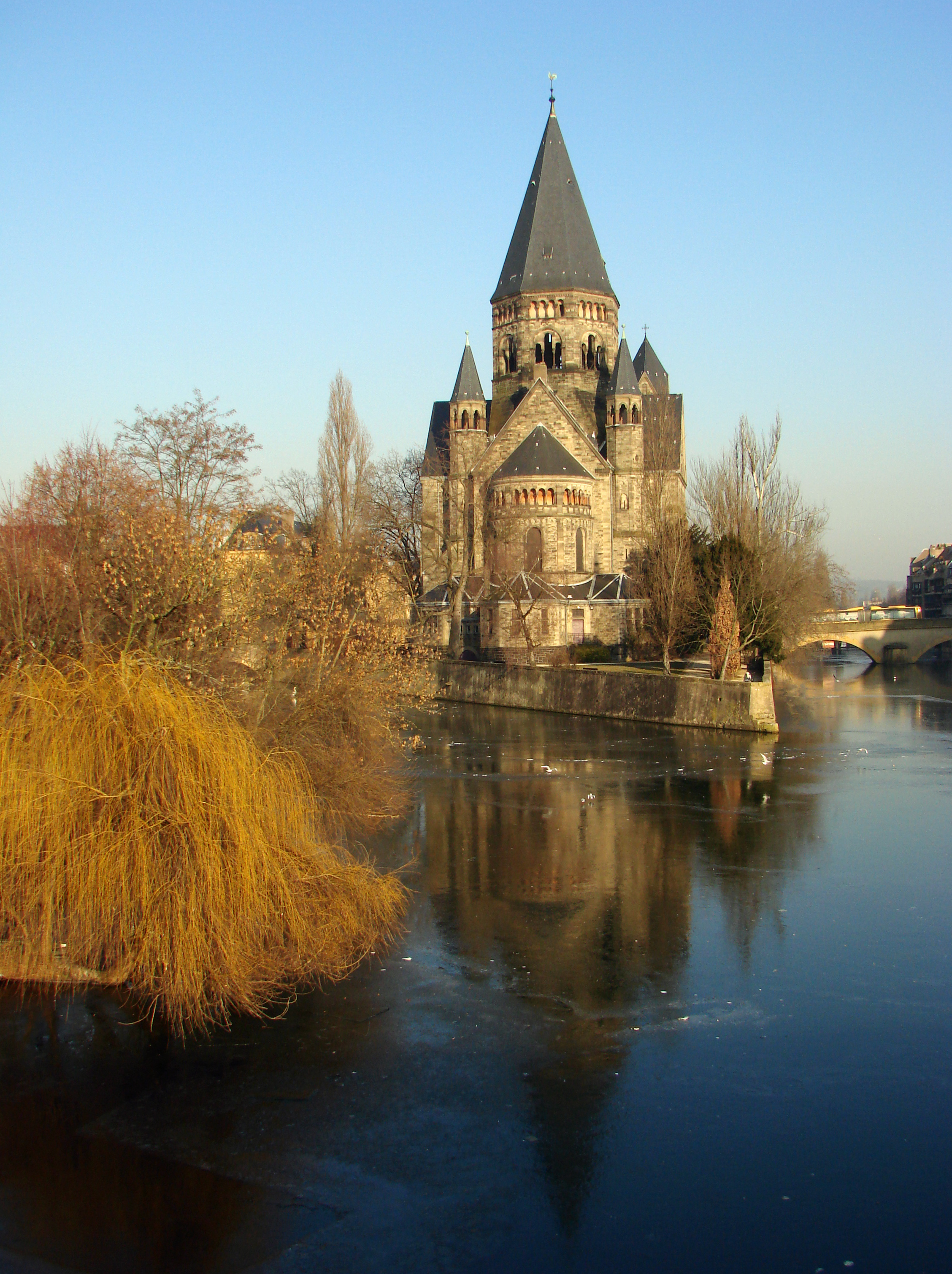
A Temple Neuf

## Testvérvárosok
- – Trier, 1957 óta
- – Karmiel, 1984 óta
- – Yichang, 1991 óta
- – Hradec Králové, 2001 óta
- – Kansas City, 2003 óta
- – Saint-Denis
- – Gloucester
- – Tyler
- – Luxembourg
- – Tanger